# 巴門宣言

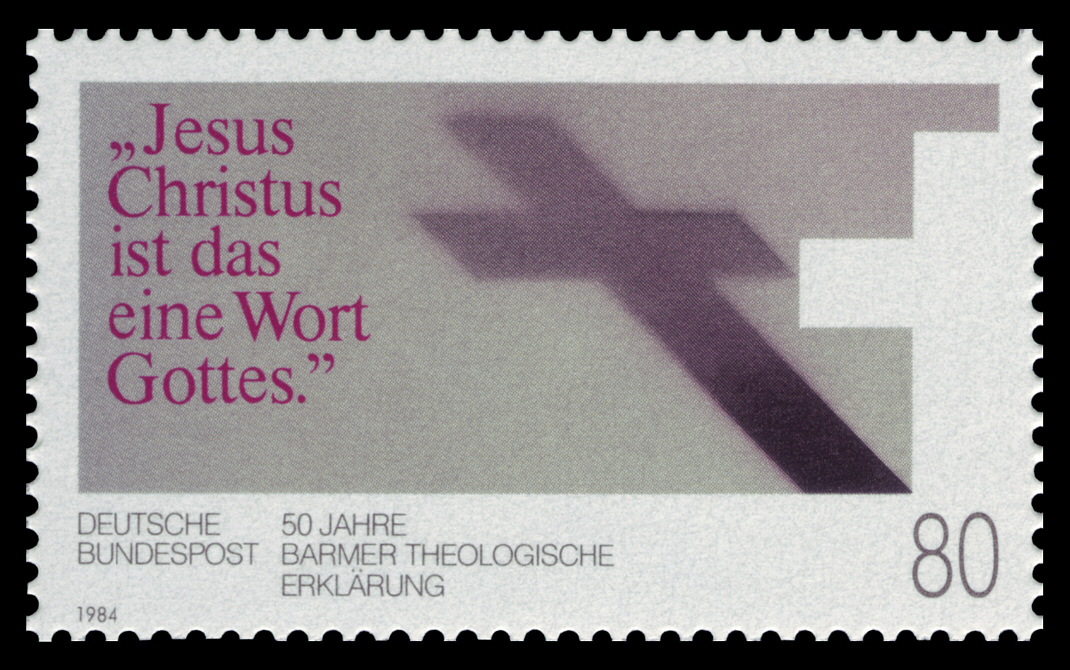
德國發行的巴門宣言50週年紀念郵票

巴門宣言，又稱為巴門神學宣言（德語：Die Barmer Theologische Erklärung），是1934年5月納粹德國統治下的基督徒為反對德國基督教運動而通過的信仰宣言。1934年5月，參加巴门會議的代表們認為，德國基督教徒效忠於國家已經損害了教會，而且納粹思想進入德國新教教會違背了福音。
由神學家卡爾·巴特起草的巴門宣言主張教會只能效忠耶穌基督，不能效忠於國家，也否定了神的話與聖靈服從教會。